# Імперія Фута Торо
Імперія Фута Торо (1490—1776) — середньовічна держава на Заході Африки, що утворилася внаслідок занепаду імперій Малі і Волоф. Вела запеклі війни з імперіями Волоф і Сонгай. Відома також як держава Велике Пулло. Припинила існування 1776 року внаслідок ісламського повстання.

## Історія
Наприкінці XV ст. народ фульбе, що мешкав в області Фута-Джаллон, на чолі із мансою Тенгеллою рушив на північний захід до річки Гамбія. Тут зумів закласти основи держави. За цим вступив у боротьбу з державою сонгаїв за спадком імперії Малі, втім зазнав поразки 1512 року.
В наступні роки фульбе затвердилися на плато Фута-Торо, від якого держава фульбе отримала свою назву. В наступні роки успішно боролася проти імперії Волоф. Проте нові спроби потіснити імперію Сонгаї завершилися новою поразкою. 1590 року було надано допомогу військам марокканського султана Ахмада I, які пройшли неподалік земель Фута-Торо в поході проти імперії Сонгаї.
У 1600 році встановлено зверхність над державою Ваало, чим розширено вплив імперії до Атлантичного океану. В результаті землі уздовж течії річки Сенегал підпорядкувалися Фута-Торо.
В середині XVII ст. на півночі утворюється Держава зуайя на чолі із імамом Насир ад-Діном, що оголосив джихад правителям Фута-Торо. У 1670-х роках також довелося приборкувати спроби володарів Ваало скинути залежність Фута-Торо.
З початку XVIII ст. внаслідок внутрішніх протирічь починається послаблення імперії. Цим скористалися сусідні емірати Трарза і Бракна (на північному заході), що почалися спустошливі напади. Водночас незалежність здобула Ваало, а у 1720-х роках на півдні імперії утворився незалежний імамат Фута-Джаллон. З цього часу вага в регіоні імперії помітно знижується.
1769 року ісламський проповідник Сулейман Баал підняв повстання мусульманських підданих проти правлячої династії Деніанке, що сповідувало анімізм. 1770 року починається війна проти емірату Бракна.
В результаті поразки 1776 року сатігі (імператора) Бубакара династія Деніанке була повалена. Баал оголосив про утворення імамату Фута-Торо, передавши владу альмамі Абдул-Кадір Кане.

## Устрій
На чолі стояв володар, що носив титул манга або сіла-тігі. Він спирався на представників свого роду на знать фульбе й частково малінке. Наступним станами були торобе («люди молитви»), які з часом ісламізувалися; скотарі; себбе, часто змішаного походження, що становили основу війська; рибалки (бальбе), найдавніші жителі країни; д'явамбе, вільні люди, заняття яких невідоме; ремісники, що поділялися на касти ткачів (мабубе), чинабарів (сакебе), деревообробників (лаббе), ковалів, гріотів. Найнизшим становим були раби (лшгьюбе).

### Сатігі
- Тенгелла (1490—1512)
- Колі Тенгелла (1513—1537)
- Лабба Тенгелла (1537—1538)
- Самба Тенгелла (1538—1539)
- Гелааджо Бамбі (1539—1563)
- Гелааджо Табара I (1563—1579)
- Гелааджо Гайсірі (1579—1580)
- Єро Діам Колі (1580—1586)
- Сір Гармі I (1586)
- Гата Кумба I (1586—1600)
- Сір Дулмі (1600—1610)
- Гата Кумба II (1610)
- Самба Лааму (1610—1640)
- Гелааджо Табара II (1640—1669)
- Сіре Табакалі (1669—1702)
- Самба Бойї (1702—1707)
- Самба Донде (1707—1709)
- Бубакар Сіре (1709—1710), вперше
- Гелааджо Джегі (1710—1718)
- Бубакар Сіре (1718—1721), вдруге
- Буубу Мууса (1721—1730)
- Самба Геладжегі (1724—1741)
- Конко Буубу Мууса (1741—1746)
- Сулейман Джаай (1746—1747), вперше
- Бубу Гайсірі (1747—1479)
- Сулейман Джаай (1749—1751)
- Сір Гармі II (1751—1752), вдруге
- Сулейман Джаай (1752—1765), втретє
- Самба Бойї Конко (1765—1772)
- Сулейман Буубу (1772—1775)
- Бубакар Фатімата (1775—1776)

## Економіка
Основу становило землеробство. Також розвинене було скотарство і рибальство. З огляду на вигідне географічне розташування значний вплив мала посередницька торгівля. Важливим складником була работоргівля, особливо з появою португальських, голландських і французьких факторій.

## Релігія
Представителя династії та знать належала до прихильників анімізму. В той же час поступово поширення серед сільських мешканців та частини містян набув іслам. В результаті з політичних причин сатігі (імператори) Фута-Торо сталий приймати іслам, але це було суто формально.